# Turbo: A Power Rangers Movie
Turbo: A Power Rangers Movie is de tweede Power Rangers film. In tegenstelling tot de vorige film, die niets met de serie te maken had, is deze tweede film de overgang tussen de seizoenen Power Rangers: Zeo en Power Rangers: Turbo. De film is net als de erop volgende serie gebaseerd op de Super Sentai serie Gekisou Sentai Carranger.
De film bevat grotendeels dezelfde karakters als Power Rangers: Zeo. Alleen Justin en de vijanden uit de film zijn nieuw. Verder hebben Jason en Kimberly, beide voormalige Mighty Morphin Power Rangers, een gastoptreden in de film.

## Verhaal
De film begint waar de serie Power Rangers: Zeo eindigde.
Nu het Machine keizerrijk is vernietigd en Rita en Zedd nog niet terug zijn van hun vakantie hebben de Rangers even rust van hun leven als superhelden. Ze besluiten mee te doen aan een vechtsport toernooi om geld in te zamelen voor het Angel Grove Jeugdcentrum. Tijdens dit toernooi maakt Rocky echter een verkeerde beweging en bezeert zijn rug. Hij moet voor controle naar het ziekenhuis. De 11-jarige Justin, een fan van Rocky, besluit hem ook op te zoeken in het ziekenhuis. Hij hoort Rocky praten met de andere Rangers en ontdekt zo hun geheim.
Ondertussen, elders in het universum, smeedt de sinistere piraat Divatox het plan om het monster Maligore te bevrijden en met hem te trouwen. Maligore zit opgesloten op het eiland Muranthias op Aarde. Om op dit eiland te komen, heeft ze de magische sleutel nodig van de tovenaal Lerigot van de planeet Liaria. Lerigot weet aan Divatox te ontsnappen en vlucht naar de Aarde om Zordon om hulp te vragen.
Zordon roept de Rangers naar de Power Chamber om Lerigot te beschermen. Tommy en Kat reizen naar Afrika om Lerigot te zoeken, maar Divatox is hen voor. Ze neemt hem mee naar Muranthias samen met haar andere gevangenen: Bulk & Skull, Jason, Kimberly en Lerigot’s vrouw Yara.
Voordat de Rangers Divatox nareizen geeft Zordon hen nieuwe krachten en zords zodat ze Turbo Rangers worden. Dit omdat hun oude Zeo krachten en zords niet tegen Maligore op zouden kunnen. Daar Rocky nog steeds gewond is neemt Justin zijn plaats in als de Blauwe Turbo Ranger.
De Rangers arriveren op het eiland en bevrijden Divatox gevangenen, maar kunnen niet voorkomen dat Divatox Maligore vrijlaat. De Rangers bevechten hem met hun nieuwe Turbo Megazord en vernietigen Maligore.
De Rangers keren terug naar Angel Grove, nog net op tijd voor de finale van het vechttoernooi. Maar Divatox zint op wraak na haar nederlaag en zet met haar onderzeeër ook koers richting Angel Grove…
Wordt vervolgd in Power Rangers: Turbo.

## Rolverdeling
| Acteur               | Personage                     |
| -------------------- | ----------------------------- |
| Jason David Frank    | Tommy Oliver/Rode Ranger      |
| Blake Foster         | Justin Stewart/Blauwe Ranger  |
| Johnny Yong Bosch    | Adam Park/Groene Ranger       |
| Nakia Burrise        | Tanya Sloan/Gele Ranger       |
| Catherine Sutherland | Katherine Hillard/Roze Ranger |
| Austin St. John      | Jason Lee Scott               |
| Amy Jo Johnson       | Kimberly Hart                 |
| Steve Cardenas       | Rocky DeSantos                |
| Hilary Shepard       | Divatox                       |
| Jon Simanton         | Lerigot                       |
| Winston Richard      | Zordon                        |
| Jason Narvy          | Skull                         |
| Paul Schrier         | Bulk                          |
| Michael Deak         | Maligore                      |

## Achtergrond

### Opbrengst
Turbo: A Power Rangers Movie was een teleurstelling vergeleken met de vorige film. De film bracht slechts $8,109,349 op tegen de $37,804,616 van zijn voorganger. Desondanks was de film qua opbrengst de op drie na meest succesvolle film van augustus 1997.

### Notities
- Niet alleen sluit deze film wel aan op de series, de film lijkt ook meer op de series. De rangers dragen hier wel spandex pakken in plaats van pantser en de Zords bestaan niet uit computeranimatie.
- De film kreeg nog meer kritiek dan zijn voorganger. Dat is waarschijnlijk ook de reden dat er sindsdien nooit meer een andere Power Rangers film is gemaakt.